# كوين بيس
كوينباس (بالإنجليزية: Coinbase) هي شركة تبادل العملات الرقمية ومقرها في سان فرانسيسكو، كاليفورنيا. وهم يقومون بالتوسط في تبادل البيتكوين، البيتكوين كاش، الإيثيروم، ولايتكوين إلى عملات في حوالي 32 دولة، ومعاملات البيتكوين والتخزين في 190 دولة حول العالم.